# Papiri Vitali
Papiri Vitali (en llatí Papirius Vitalis) va ser un pintor romà d'època desconeguda. Podria haver format part de la gens Papíria, una gens romana d'origen plebeu.
Només se sap d'ell per una inscripció dedicada a la memòria de la seva dona, que es troba actualment al corredor de les inscripcions al Vaticà. L'artista descriu la seva professió amb les paraules Arte Pictoria. La inscripció ha estat molt estudiada.